# Auguste Escoffier

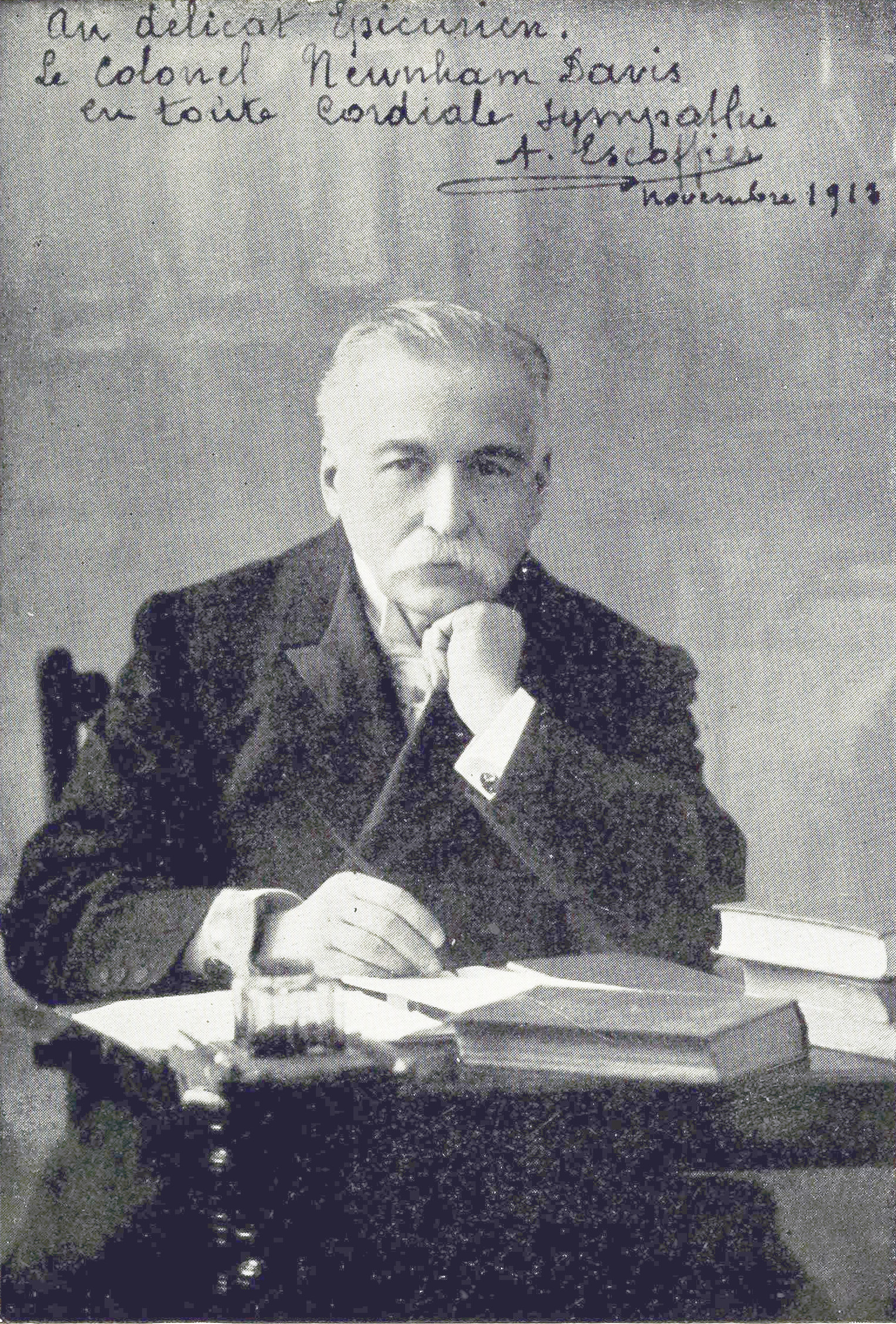
Georges Auguste Escoffier, 1914

Georges Auguste Escoffier (* 28. Oktober 1846 in Villeneuve-Loubet; † 12. Februar 1935 in Monte-Carlo, Monaco) war ein französischer Meisterkoch, der durch sein Buch Le Guide Culinaire Weltruhm erlangte. Er adaptierte Spezialitäten anderer Länder und prägte die französische Haute Cuisine.

## Leben und Wirken
Escoffier wurde 1846 als Sohn eines Schmiedes und Tabakpflanzers in dem kleinen Städtchen Villeneuve-Loubet geboren, 15 km westlich von Nizza. Das Kochen erlernte er von seiner Großmutter. Mit 13 Jahren ging er im Restaurant seines Onkels in die Lehre; dort erlernte er nicht nur die feine Küche, sondern auch den Service und den Einkauf. Nach seinen Lehrjahren wechselte Escoffier in das Hotel Bellevue bei Nizza, wurde mit 18 Jahren Chefkoch und kam von dort 1865 in das Petit Moulin Rouge in Paris, wo er zuerst den Rang eines Commis Rôtisseur, dann den des Sauciers bekleidete.
Seinen Militärdienst leistete er von 1866 bis 1871 als Küchenchef beim französischen Generalstab. Im Deutsch-Französischen Krieg geriet er in Metz in deutsche Gefangenschaft. Er kam nach Wiesbaden und fand Arbeit im dortigen Kurhaus. Danach kochte er für den französischen General Patrice de Mac-Mahon, der als Kriegsgefangener in einer Wiesbadener Villa einquartiert war.
Wieder in Freiheit, kochte Escoffier 1872 eine Saison in Nizza als Küchenchef im Hotel Luxemburg. 1873 kehrte er als Küchenchef in das Petit Moulin Rouge nach Paris zurück. 1876 eröffnete er in Cannes sein erstes eigenes Restaurant, Le Faisan doré (Der goldene Fasan). Zugleich war er aber auch noch im Petit Moulin Rouge tätig, wo er sein Engagement erst am 15. August 1878 aufgab.
Am 28. August 1878 heiratete er Delphine Daffis, mit der er drei Kinder hatte: Paul, Daniel und Germaine. 1879 übernahm er die Direktion des Maison Chevet im Palais Royal in Paris. Ab 1880 folgten mehrere Stationen als Küchenchef wie im Casino à Boulogne-sur-Mer und im Restaurant Maire in Paris. 1884 wurde er von César Ritz in Monte-Carlo als Küchenchef verpflichtet, was zu einer langen, fruchtbaren Zusammenarbeit mit Ritz führte. Escoffier begann, die traditionelle Küche neu zu durchdenken und strukturierte sie sowohl räumlich als auch in Bezug auf die Arbeitsorganisation rigoros um. Daraus ging schließlich das Posten-System in der Gastronomie hervor. 1885 schrieb Escoffier sein zweites Buch über sein Hobby Wachsblumen – Fleurs en cire.
1890 übernahm Escoffier die Direktion der Küchen des durch seine anspruchsvolle Einrichtung und die Internationalität der Gäste weltberühmten Savoy Hotels in London.
Von 1890 bis 1897 diente Auguste Escoffier den Großen dieser Welt und kreierte einige seiner weltberühmten Gerichte: Seezungenfilet Coquelin, Hummer (Homard à l’américaine), Geflügel à la Derby, Birne Helene und für die Sängerin Nellie Melba den Eisbecher Pfirsich Melba. Nach Streitigkeiten mit den Eigentümern des Savoy verließ Escoffier mit dem Großteil seiner Küchenbrigade das Savoy „mit fliegenden Fahnen“.

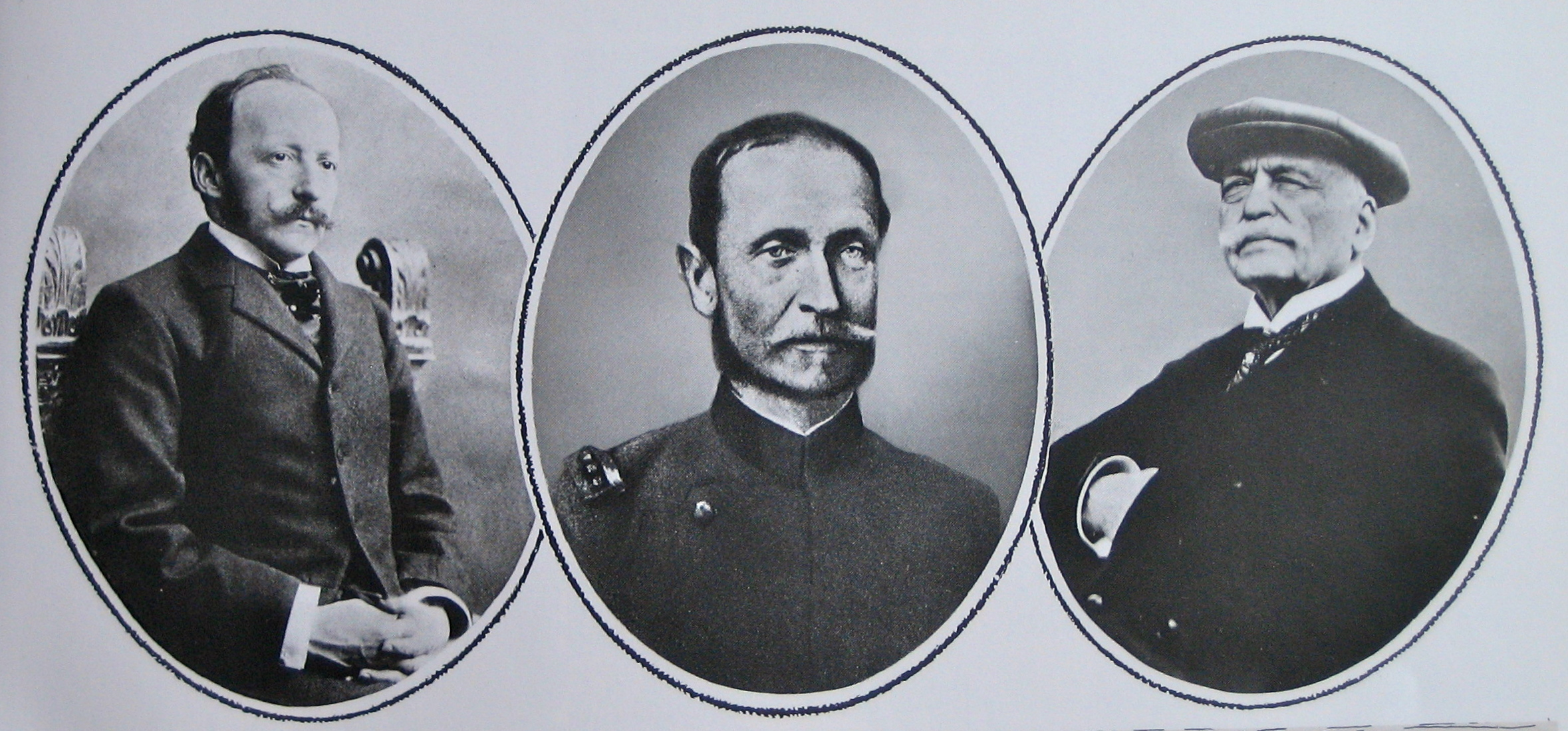
César Ritz, Max Pfyffer, Auguste Escoffier

Am 5. Juni 1898 eröffnete César Ritz in Paris ein weiteres Hotel seiner Gesellschaft: Das Ritz an der Place Vendôme. Escoffier wurde mit der Organisation der Küche betraut, deren Direktion er übernahm. Der Erfolg des Ritz war überwältigend – auch dank einer mittlerweile festen Gourmet-Anhängerschaft Escoffiers, die ihm europaweit folgte.
1899 kehrte Escoffier nach London zurück, um weitere Küchen im Ritz Carlton und im Ritz London zu organisieren und zu leiten. Bis 1920 arbeitete Escoffier in diesem Arrangement zwischen London und Paris. In diesem Zeitraum (genaue Daten sind nicht überliefert) arbeitete ein junger Vietnamese, der sich später Hồ Chí Minh nannte, als Küchenhilfe unter seiner Leitung im Carlton Hotel. 1903 veröffentlichte Escoffier sein bekanntestes Werk, den Guide Culinaire oder zu Deutsch Kochkunstführer. Dieses Buch zählt noch 2022 zu den Standardbüchern in der Ausbildung von Köchen. 
Verschiedene Reisen führten Escoffier unter anderem in die USA, wo er 1909 ein Dienstjubiläum feierte und die Rechte an seinen Kriegserinnerungen als Koch zugunsten eines Altenheimes für Köche in Frankreich spendete. Im Kriegsjahr 1914 gründete Escoffier einen Ausschuss, um die Familien französischer Köche zu unterstützen, die in Frankreich zum Kriegsdienst eingezogen worden waren.
73-jährig schrieb er 1919 seine Memoiren L’aide-mémoire culinaire. Bei einem Besuch des französischen Präsidenten Raymond Poincaré in London erhob dieser Escoffier am 11. September 1919 zum Ritter der Ehrenlegion Frankreichs.
1920 verließ Escoffier das Carlton und London, um sich in Monte-Carlo mit seiner Frau zur Ruhe zu setzen. Im Ruhestand unternahm er zahlreiche Reisen in Frankreich, um sein Fachwissen auf Ausstellungen und kulinarischen Wettbewerben weiterzugeben. 1920 erschien die vierte Ausgabe des Guide Culinaire, 1923 veröffentlichte er die Erstfassung seiner l’Aide-mémoire culinaire.
Am 12. Februar 1935 verstarb Escoffier in Monte-Carlo, zwei Wochen nach seiner Ehefrau Delphine. Escoffier wurde in der Familiengruft der Familie Escoffier in Villeneuve-Loubet beigesetzt.

## Würdigung
Das Werk Guide Culinaire gilt als die formale Grundlage der Kochkunst des 20. Jahrhunderts, Escoffier selbst als Reformer einer allzu formalen und wenig auf Klarheit bedachten Küche. Anders als seine Kollegen der damaligen Zeit vereinfachte er die komplizierte Zubereitung von Gerichten und machte sie leichter und verdaulicher. Er widersprach der damaligen Auffassung, ein Menü müsse aus einer Vielzahl von Gängen bestehen.
Escoffier gilt als Schöpfer der Grande Cuisine und als der Gestalter großer Küchenorganisationen, indem er die arbeitsteilige Organisation durch Spezialisierung der Köche auf Posten effizienter machte. Escoffier war ein gelassener und ruhiger Küchenchef, der insgesamt 71 Jahre seines Lebens am Herd stand. Er hat viele bedeutende Köche maßgeblich beeinflusst, die teilweise seine Schüler waren wie Paul Jullemier (1878–1932), Paul Thalamas (1872–1960), Eugène Herbodeau (1888–1981) und Joseph Donon (1888–1982).

## Werke (Auswahl)
- L’aide-mémoire culinaire. Suivi d’une étude sur les vins français et étrangers à l’usage des cuisiniers, mâitres d’hôtel et garçons de restaurant. Flammarion, Paris 2006, ISBN 978-2-08-120117-0, (Nachdruck der Ausgabe Paris 1919).
- Les fleurs en cire. Bibliothèque de „L’art culinaire“, Paris 1910.
- Kochkunstführer. Hand- und Nachschlagebuch der klassischen französischen Küche und der feinen internationalen Küche. (OT: „Le Guide Culinaire“.) In deutscher Übersetzung, Verlag H. Killinger, Nordhausen 1923. Unter Benutzung früherer Auflagen bearbeitet und in der 5. französischen Auflage übersetzt und hrsg. Walter Bickel, Pfanneberg Verlag, 1950. Zahlreiche weitere Auflagen, 15. deutsche Auflage, Pfanneberg 1998 und Nikol, Hamburg 2016, ISBN 978-3-86820-343-1, Inhaltsverzeichnis, (PDF; 1,1 MB).
- Le livre des menus. Flammarion, Paris 1912 (Complèment indispensable du „Guide culinaire“).
- Le riz. L’aliment le meilleur, le plus nutritif. Flammarion, Paris 1927.
- Souvenirs inédits. 75 ans au service de l’art culinaire. Neuauflage Laffitte, Paris 1985, ISBN 2-86276-092-7, (Autobiographie).

## Film
- Auguste Escoffier. König der Haute-Cuisine. (OT: Auguste Escoffier ou la naissance de la gastronomie moderne.) Dokumentarfilm mit Spielszenen und Archivaufnahmen, Frankreich, 2019, 90:14 Min., Buch und Regie: Olivier Julien, Produktion: Imagissime, arte France, Erstsendung: 6. Juni 2020 bei arte, Inhaltsangabe von ARD, online-Video aufrufbar bis zum 4. August 2020.